# Cline-Gletscher
Der Cline-Gletscher ist ein großer Gletscher an der Black-Küste des Palmerlands auf der Antarktischen Halbinsel. Er fließt in südöstlicher Richtung an der Ostflanke des Mount Jackson zwischen dem Schirmacher-Massiv und dem Rowley-Massiv zum Odom Inlet.
Der United States Geological Survey kartierte ihn im Jahr 1974. Das Advisory Committee on Antarctic Names benannte den Gletscher 1976 nach David R. Cline, Biologe des United States Antarctic Research Program, der an den International Weddell Sea Oceanographic Expeditions zwischen 1968 und 1969 teilgenommen hatte.